# Wogonin
Wogonin ist eine chemische Verbindung aus der Gruppe der Flavone.

## Vorkommen

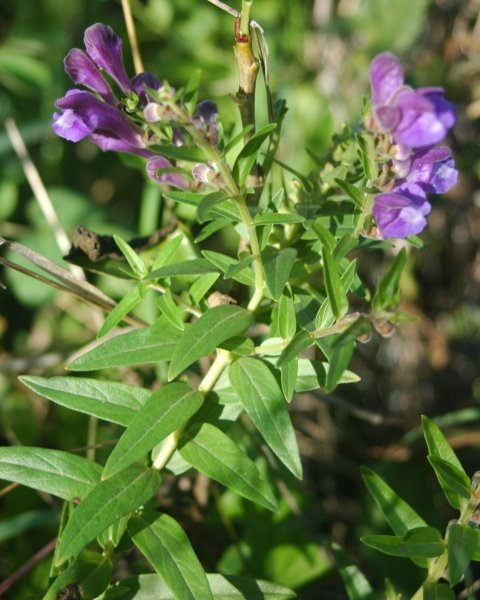
Baikal-Helmkraut (Scutellaria baicalensis)

Als natürliches Flavonoid kommt es in der Wurzel des Baikal-Helmkrautes (Scutellaria baicalensis) vor.

## Eigenschaften
Wogonin ist ein selektiver COX-2-Hemmer, wodurch es entzündungshemmende Eigenschaften hat. COX-1 wird nicht inhibiert. Die mittlere inhibitorische Konzentration für COX-2 liegt bei 46 µmol.
Wogonin zeigt in vivo antioxidative, antivirale, antithrombotische und entzündungshemmende Eigenschaften. Gegenüber Hepatitis-B-Viren ist Wogonin antiviral.
Aufsehen erregte die Entdeckung, dass Wogonin für verschiedene Tumorzellen zytotoxisch ist und die Apoptose (programmierter Zelltod) auslösen kann. Dagegen ist es bei gesunden Zellen weitgehend ohne Wirkung. Wogonin bewirkt dabei in den entarteten Tumorzellen eine starke Bildung von Wasserstoffperoxid, wodurch die Signalkaskade für die Apoptose initiiert wird.
In in-vitro- und in-vivo-Versuchen mit estrogenpositiven und estrogennegativen Mammakarzinomzellen, beziehungsweise Xenografts selbiger auf Nacktmäusen, zeigte Wogonin bei oraler Gabe vielversprechende positive Ergebnisse.
Wogonin wird bislang nicht arzneilich verwendet.